# 김혜정 (1968년)

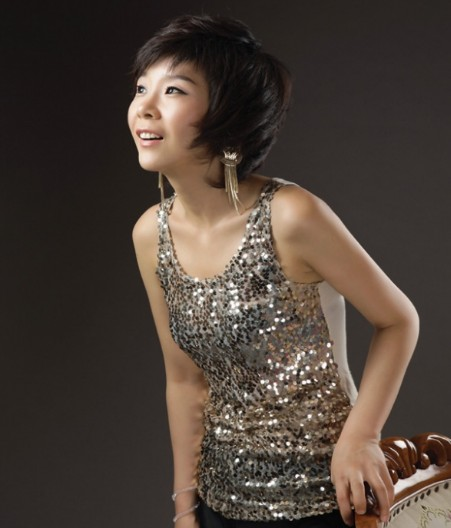
가수 김혜정

김혜정(1968년 1월 3일 ~ )은 대한민국의 가수 겸 작가, 방송인이다. '86년 강변가요제로 데뷔한 그룹 바다새 출신이며 현재는 솔로 가수 겸 인터넷방송 아프리카TV의 BJ로 활동하고 있다.

## 생애 및 활동
1968년 부산 전포동에서 2남3녀중 장녀로 태어났다. 
부산 경성대 재학당시 선배들과 혼성그룹 바다새 결성, 1986년 MBC 강변가요제에 출전하여 동상으로 입상후 가요계 데뷔. 데뷔후 2년 정도 바다새는 활발한 활동을 이어갔으나 남자선배들의 연이은 군입대와 유학등으로 팀이 해체되고 여성보컬이던 김혜정도 고민끝에 가수활동을 접게 된다.
결혼후 평범한 주부의 생활을 이어가던 중 2012년 tvN에서 주최하는 슈퍼디바 2012출연을 계기로 가요계에 복귀한다. 슈퍼디바 출전당시 4강에 등극했다. 
이후 솔로1집음반 발표, 단독콘서트 개최 등 제2의 전성기를 이어오다 현재는 아프리카 TV에서 바다새 김혜정의 뮤직테라피라는 이름의 방송을 진행하고 있다.
현재 소속은 마린엔터테인먼트.

## 음반
- 1986년 대학가요제 수상곡
- 1987년 바다새 1집 (타이틀곡:사랑하고있어요)
- 2012년 김혜정 솔로 1집 (타이틀곡:일어나)

## 출연
- MBC 제7회 강변가요제
- MBC토요일토요일은즐거워
- KBS가요톱텐
- KBS 열린음악회
- 청춘음악회
- KBS 콘서트7080
- SBS 놀라운 대회 스타킹
- MBC 휴먼스토리 덤벼라인생
- KBS 드라마 천상여자
- MBC 덤벼라 인생
- SBS 좋은 아침
- tvN 슈퍼디바
- SYTV 음악속에선율
- TV조선 대찬인생
- 부산KBS 생방송 아침마당 외 다수

## 저서
- 모두다 주고싶다 (2014, 호밀밭)